# Ardisia bifaria
Ardisia bifaria är en viveväxtart som beskrevs av Cyril Tenison White och Francis. Ardisia bifaria ingår i släktet Ardisia och familjen viveväxter. Inga underarter finns listade i Catalogue of Life.